# Totò cerca moglie
Totò cerca moglie è un film del 1950 diretto da Carlo Ludovico Bragaglia.

## Trama
1950. L'energica e determinata Agata, che vive in Australia, stanca della vita da bohémien che conduce il suo nipote Totò, scultore di avanguardia a Roma, intende rimediare facendolo sposare con la sua pupilla Adelina. Per questo acclude una fotografia della ragazza nella lettera con cui informa Totò della sua decisione e gli preannuncia la loro prossima visita. Però per errore la foto inviata è quella della bruttissima cameriera di colore di Agata: così Totò si vede costretto a scegliere fra un matrimonio sgradito e la rinuncia all'appannaggio che gli passa la zia. L'amico Castelluccio gli suggerisce di sposarsi immediatamente, prima dell'arrivo di questa fantomatica Adelina. Totò allora si mette alla ricerca di una moglie finendo in una serie di situazioni paradossali. Sul finire il film adotta una tecnica rara nel cinema autoreferenziale: Totò e Adelina in fuga si rifugiano nell'allora nuovissimo Palazzo Sistina costruito da poco dove si proietta il film medesimo. Accortisi della locandina entrano in sala a vedere il finale e conoscere le sorti della loro storia d'amore.